# Paul Hertel
Paul Hertel (* 9. Mai 1953 in Wien) ist ein österreichischer Komponist, Musikproduzent und Dirigent.

## Leben und Wirken
Hertel wurde als Sohn von Otto Hertel, Hornist im Orchester der Wiener Staatsoper, geboren. Sein älterer Bruder Alfred Hertel (1935–2018) war Oboist. Paul Hertel erhielt im Alter von fünf Jahren Geigenunterricht, später kamen Klavier und Gitarre hinzu. Nach der Matura am Hernalser Gymnasium Geblergasse studierte er an der Universität Wien Theaterwissenschaften und wurde 1978 zum Dr. phil. promoviert. Parallel dazu studierte er an Hochschule für Musik Wien Tonsatz bei Heinrich Gattermeyer und Komposition bei Erich Urbanner und schloss dieses Studium 1983 mit Diplom ab. Er vertiefte sein Kompositionsstudium bei Alfred Uhl und absolvierte Lehrgänge in Elektroakustik bei Roman Haubenstock-Ramati, Jazzharmonielehre bei Heinz Czadek und Chordirigieren bei Günther Theuring.
Ab 1979 war Hertel als freier Mitarbeiter bei verschiedenen Rundfunk- und Fernsehgesellschaften tätig. Ab 1981 arbeitete er im Bereich Film- und Bühnenmusik für ORF, ZDF,  SWR, die Schönbrunnfilms. 1985 wurde er musikalischer Leiter am Theater für Vorarlberg und bei den Freilichtspielen Schwäbisch Hall. In den Jahren 1991/92 arbeitete er für die e Vereinigten Bühnen Graz. Es entstanden außerdem Bühnenmusiken für das Volkstheater Wien und das Theater Chur.
Hertel war 1979 Mitbegründer des „Projekt Uraufführungen“ (heute „Creatives Centrum, Wien“). Während er diese Veranstaltungsserie künstlerisch betreute, wurden bei weltweit mehr als 200 Konzerten über 800 Werke (davon 220 Uraufführungen) von rund 250 Komponisten aufgeführt. Die Konzertreihen fanden unter anderem im Konzerthaus Wien, im Auditorium maximum der Universität Wien und beim Wiener Stadtfest statt. Konzerte an bis dahin ungewohnten Orten sowie Konzerte in Verbindung mit Dichterlesungen ebneten der aktuellen Musik den Weg zu neuen Publikumsschichten. Wolf Wondratschek, H. C. Artmann, Wolfgang Bauer und andere nahmen an diesen Konzertlesungen bzw. Lesekonzerten teil.
Zwischen 1994 und 1998 war Hertel Produzent der Gruppe Streetgang. Die jungen Sänger wurden vom „Youth for Europe“-Programm der EU sowie vom Wiener Integrationsfonds gefördert und hatten zahlreiche Auftritte unter anderem im ORF, beim Wiener Donauinselfest und beim Festival Hallamasch. Beim Jugendsongcontest „Blaue Perle von Rovinj“ erreichte die Gruppe 1994 den zweiten Platz.
Seit 2005 hält Hertel Gastvorlesungen an der Universität für Musik und darstellende Kunst Graz zum Thema „Projektbezogene multimediale Komposition“. Weitere Gastvorlesungen führten ihn unter anderem an Musikuniversitäten in Istanbul und Mersin.
Seit 2000 ist Hertel Mitglied des Vorstandes der AKM Autoren, Komponisten und Musikverleger als Vertreter der E-Musik-Komponisten. Seit 2001 ist er Geschäftsführer der Gesellschaft für Österreichische Musik (GFÖM) und seit 2002 Kuratoriumsmitglied des Österreichischen Musikrats (ÖMR), in dessen Kuratorium er seit 2004 die Funktion des Vorsitzenden ausübt. Seit 2018 wirkt er als Vizepräsident der AKM und Mitglied des Aufsichtsrats der austro mechana (Gesellschaft zur Wahrnehmung mechanisch-musikalischer Urheberrechte Gesellschaft m.b.H.)

## Kompositorisches Werk

### Bühnenmusik
Ab 1979 entstanden eine Reihe von Werken, die bei Konzerten im In- und Ausland sowie bei Festivals wie Aspekte Salzburg, Steirischer Herbst, Österreich Heute (Konzerthaus Wien), Cité Internationale des Arts sowie unter anderem bei Festivals in Huddersfield und Ville-d’Avray vertreten waren. Für das Theater für Vorarlberg schuf er als Bühnenkomponist die Musik zu Theaterneuproduktionen. Bei manchen Stücken wurde auch die Originalmusik – teils im Stil der Zeit, teils mit bewussten Stilbrüchen in kompositorischer oder instrumentaler Hinsicht – ergänzt. Insgesamt entstanden etwa 25 Bühnenmusiken, u. a. für die Freilichtspiele Schwäbisch Hall, das Volkstheater Wien, das Theater Chur und die Vereinigten Bühnen Graz.
Durch die zahlreichen, zu vorhandenen Stücken gefertigten Bühnenkompositionen angeregt, schrieb Hertel 1988 sein erstes eigenes abendfüllendes musikdramatisches Werk, das Musical Askalun, das in Pforzheim uraufgeführt wurde. In einer adaptierten Neufassung war dieses Werk 1992 bei den Wiener Festwochen in einem Zirkuszelt vor der Votivkirche zu sehen. Nach der erfolgreichen Aufführung der Kinderoper Rabautz (1988) trat die eigene musikdramatische Arbeit zugunsten der Komposition von Bühnenmusiken, Film- & Fernsehmusik sowie Werken Neuer Musik für 15 Jahre in den Hintergrund. Später wurde die Komposition von Kammeropern und speziell von Kinderopern wieder Schwerpunkt seines Schaffens. Als wichtigstes Werk dieses Genre gilt Elster und Parzival, ein Auftragswerk der Deutschen Oper Berlin, das im März 2003 uraufgeführt wurde, 2006 folgte eine Bearbeitung in gekürzter Neufassung.
2015 schuf Hertel als Auftragswerk für die neu gegründeten Synchron Stage Vienna Sisi – The Move Trilogy Suite. Aus den zum Teil kleinen Bruchstücken der handschriftlich erhaltenen Partitur der Sissi-Filmtrilogie wurde eine dreisätzige Suite für großes Orchester erarbeitet.
Die Kammeroper Der Mozartautomat  gelangte 2021 in Mödling zur Uraufführung. In Folge wurde eine CD produziert sowie die Oper in der Art eines Spielfilms als abendfüllender Film produziert. Die DVD davon und die CD sind beim Label Preiser erschienen.
Die Neufassung von Abschiedsstück für Hoch-Koloratursopran wurde 2022 verfilmt und hatte gemeinsam mit der Verfilmung des Mozartautomaten im Jänner 2023 im Wiener Schikaneder Kino Premiere.

### Orchester- und Kammermusik
Den größten Anteil an Hertels Werk nehmen instrumentale und Kompositionen für Orchester und Kammerorchester ein mit einer breit gefächerten Stilvielfalt von der klassischen Streichquartettform bis zum Stück für Blechbläser. Auch das Sololied ist Teil seines kompositorischen Schaffens, wobei die Textvorlagen vom 1000 Jahre alten chinesischen Gedicht bis zu den erotischen Texten Wolf Wondratscheks reichen.

### Film- und Fernsehen
Als freier Mitarbeiter gestaltete Hertel bereits während des Studiums Musiksendungen für den ORF/Hörfunk, den WDR und den Deutschlandfunk, darunter eine Sendereihe, die zeitgenössische Musik auf verständliche Art näher bringen sollte. Insgesamt war er als Gestalter und Moderator von etwa 200 Sendungen tätig. Aus dem Musikkatalog von Hertels Werken wird Musik weltweit als Backgroundmusik, bzw. Film/TV-Musik eingesetzt.
Darüber fungierte er als Regieassistent bei Musik- und Theaterübertragungen für das ORF/Fernsehen. 1982 erhielt er seinen ersten Kompositionsauftrag für eine Fernsehproduktion. Mittlerweile hat er für 18 Spiel- bzw. Fernsehfilme die Musik komponiert und teilweise auch produziert mit einer stilistischen Bandbreite vom Barock bis zur elektronischen Musik, darunter zum Beispiel zur 5-teiligen ORF-Serie zum 1000-jährigen Bestehen Österreichs. Für die Filmmusik Der gute Ort (Produktion: Sabbelli-Film) wurde Hertel 1987 in die Freie Akademie der Künste Mannheim (heute Freie Akademie der Künste Rhein–Neckar) gewählt.
Hertels Kompositionen bezieht bei seinen Kompositionen gegensätzliche Stilelemente ein, wobei er traditionellen Formen und Stilmitteln eine individuelle Prägung gibt. „Das Musikantische zu einer zentralen Haltung zu machen, dem Avantgardistischen einzuverleiben und es seinerseits wieder durch zeitgemäße Kompositionstechniken zu befruchten, steht für Hertel im Zentrum des kreativen Interesses“ (Ilse Schneider, 2007).

## Wirken als Autor
Hertel ist Autor von Rundfunksendungen auf ORF und Ö1, er schrieb Hörspiele für den WDR und Deutschlandfunk, Drehbücher, Fachartikel und Kurzgeschichten. 2017 bei IBERA/European University Press „time drift“ - Dreizehn Reisen in andere Welten, 2023 bei Fantastic Die Verführerin - der Roman zum gleichnamigen Mini-Vintage-Musical

## Werke

### Originalkompositionen für TV und Film (Auswahl)
- 1982: Steinbichler Geschichten. Fernsehfilm ORF und ZDF (Regie: Zoltan Pataky)
- 1984: Solo mit Herrenbegleitung. Fernsehfilm, ORF (Regie: Alois Hawlik)
- 1984: Nicht einmal Klavier. Fernsehfilm, ORF (Regie: Zoltan Pataky)
- 1986: Mit fremden Augen. Dokumentation, ORF (Buch und Gestaltung: Hubert Nowak)
- 1987: Der gute Ort. Dokumentarfilm, SWR (Regie: Ulrich v. Dobschütz)
- 1987: Der Tod des Nachtfalters. Kurzspielfilm (Regie: Karim Karimi)
- 1987: Peter hat Angst. Lehrfilm (Regie: Karim Karimi)
- 1988: Allentsteig. Dokumentation, ORF (Buch und Gestaltung: Reinhard Linke)
- 1989: Mit Frack und Zylinder – 150 Jahre Eisenbahn Wien-Brünn. Spieldokumentation, ORF und Tschechoslowakisches Fernsehen (Buch und Gestaltung: Günter Richter)
- 1992: Juden in Niederösterreich – Eine Spurensicherung. Dokumentation, ORF (Buch und Gestaltung: Reinhard Linke)
- 1994: Green Ashes. Kinospielfilm (Regie: Ebrahim Hatamikia) – Honorary Degree: Best Composer of Film Music
- 1996: 1000 Jahre Österreich. 5-teilige Serie zur Österreichischen Millenniumsfeier, ORF (Buch und Gestaltung: Franz Eiselt, Reinhard Linke)
- 1996: Menschen, Mythen, Meilensteine. Dokumentation, ORF (Buch und Gestaltung: Franz Eiselt)
- 1997: Herrn Sommers Reise gegen den Strom. Spieldokumentation (Regie: Danielle Proskar)
- 1998: Nie stille steht die Zeit. Dokumentation, ORF (Buch und Gestaltung: Franz Eiselt)
- 2001–06: Familienfasttag. TV-Spot, Produzent: SL-Video
- 2000: Fünf Naturfilme: Canyonlands, Canyon de Chelly, Fire Canyon, Danube Delta, Monument Valley. Dokumentationen, Produzent: Arcadia/Global Television
- 2006: Eine Annäherung – Harald Leupold-Löwenthal zum 80. Geburtstag. Dokumentation (Regie: Christian M. Kreuziger)
- 2011: Leben über den Wolken, Kreta, ZDF/arte

### Bühnenmusik (Auswahl)
- 1985: Nur Ruhe! von Johann Nestroy, Bearbeitung/Neukomposition
- 1986: Schluck und Jau von Gerhart Hauptmann, Neukomposition
- 1987: Lumpazivagabundus I, (Fassung für Freilichtspiele Schwäbisch Hall/Bregenzer Festspiele) von Johann Nestroy, Bearbeitung/Neukomposition
- 1987: Maria Stuart von Friedrich Schiller, Neukomposition
- 1988: Hexenjagd von Arthur Miller, Neukomposition
- 1988: Was ihr wollt von William Shakespeare, Neukomposition
- 1989: op. 23/9 „Leu“ (Das Haller Welttheater) von Oliver Storz, Neukomposition
- 1989: Glaube und Heimat von Karl Schönherr, Neukomposition
- 1990: Figaro läßt sich scheiden von Ödön von Horváth, Bearbeitung
- 1990: Die Schwäbische Schöpfung von  Sebastian Sailer/Hubertus Gertzen, Neukomposition
- 1990: Jedermann von Hugo von Hofmannsthal, Neukomposition
- 1990: Ehestreik von Julius Pohl, Neukomposition
- 1991: Die Irre von Chaillot von Jean Giraudoux, Neukomposition
- 1991: Posada von Walter Serner, Neukomposition
- 1991: Wilhelm Tell von  Friedrich Schiller, Neukomposition
- 1991: Lumpazivagabundus II, (Fassung für die Vereinigten Bühnen Graz) von Johann Nestroy, Bearbeitung/Neukomposition
- 1992: Lambert Veigerl von Lotte Ingrisch, Bearbeitung/Neukomposition
- 2008: draußen tobt die dunkelziffer von Kathrin Röggla, Bearbeitung/Neukomposition

### Musikdramatische Werke (Auswahl)
- 1987: Abschiedsstück. Mini-Oper, Text: Wolf Wondratschek. Ausgezeichnet mit dem Theodor-Körner-Preis
- 1988: Rabautz. Kinderoper, Text: Paul Hertel/Roswitha Egli
- 1988: Askalun. Musical, Text: Manfred Bender
- 1992: Askalun. Musical, Text: Manfred Bender/Wickerl Adam (Wiener Fassung)
- 2002: Under The Bridge. Musical, (Auftragswerk der Expo.02), Text: Andreas Spörri/Lyrics: A. Spörri/Paul Hertel, (Musik mit Andreas Spörri)
- 2003: Elster und Parzival. Kinderoper. Auftragswerk für die Deutsche Oper Berlin, Text: Paul Flieder (gekürzte Neufassung 2006)
- 2006: Die Kaiserin. Kammeroper, Text: Paul Hertel/Claudia Toman
- 2010: Rabautz. Kinderoper – Workshopfassung Kinder spielen für Kinder. Text: Paul Hertel/Roswitha Egli
- 2010: Der Mozartautomat. Kompositionsstipendium der Wiener Symphoniker, Text: Paul Hertel/Claudia Toman
- 2019: Die Rose des Kaisers. Text: Paul Hertel/Leopold Deitelbaum
- 2020: Die Verführerin - das Mini-Vintage-Musical.

### Neue Musik (Auswahl)
Hertels Kompositionen der Neuen Musik beinhalten Werke für Symphonieorchester, Streichorchester, symphonisches Blasorchester, Brassband, Kammerorchester sowie Unterrichtswerke.
Diverse Besetzungen
- Drei Lieder nach chinesischen Texten des ersten Jahrtausends, op. 16/1–3, für Sopran und Klavier
- Drei Lieder nach chinesischen Texten des ersten Jahrtausends, op. 16/11–13, für Mezzosopran und Viola d’amore
- Mantra, op. 20, für Percussionsextett
- Fünf Stücke für ,Cristal‘ und Percussion, op. 30/0–4 („Cristal“ = „Glasharmonika“ der Brüder Francois und Bernard Baschet)
- Marchfelder Nebel, op. 31, für Klavier
- Sechs hellblaue Seidenschnüre, op. 33, für Gitarre solo
- Mannheimer Klavierstück, op. 38
- Gold, op. 41, für gemischten Chor
- Sieben Neue Stücke für Klavier, op. 49
- Jupiter, op. 53, für Orgel
- Tango und so, op. 65, für Blechbläserquintett
- Turn to the light, op. 73, für Orgel
- Vier Choräle vom Gral, op. 75/21, für Orgel
- Solid Messing, op. 81, für Hornquartett
- Arbeiterlied und Fiesta, op. 88, für Blechbläserquintett
- Drei rote Flügel, op. 89, für Harfe solo
- It’s just a Surprise, op. 90, für Zither und Akkordeon

Unterrichtswerke (Auswahl)
- Klavierstück 04.81, Wertungsstück bei „Jugend musiziert“
- Sieben Neue Stücke für Klavier, op. 49, empfohlener Werktitel bei Kursen mit Neuer Musik, Schwierigkeitsgrad: mittel bis schwer
- Drei ganz neue Stücke für Klarinette und Klavier, op. 68/01, Unterrichtsheft/Vortragsstücke
- The Sunrise Dance, op. 70, für Jugendblasorchester
- The 7 New Tangosm op. 92, für Akkordeon
- The 7 New Tangos, op. 92/02, für Zither

## Diskografie (Auswahl)
- Casablanca Nr. 1 (Edition Moderne CASA 001)
- For all children at all seasons (Allround AME–01)
- Enchanted Locations (Arcadia EV–103/39103–2)
- PSI (Cosmos 375.293)
- Green Ashes (Star Music 90.0115)
- Casablanca Nr. 5 (Edition Moderne CASA 005)
- Die blaue Stunde (Gramola 98711 EPU 9303)
- Easter Island (Arcadia EV–196/39196–2)
- Bridge of Sighs (Arcadia EV–197/39197–2)
- Odyssey to Mankind (Lifestyle LS–518–2)
- Dreamscapes (Lifestyle LS–525–2)
- Antonspark (WM-Production CDM 5070–2)
- Powerful Silence (Lifestyle LS–539–2)
- Symphonie in Brass II (Amos 5877)
- Live from Mid Europe (Amos 5880)
- Neue Klassik (Epu 9901)
- imma zu wenig und nimoes zu vüü (Preiser/PR 90548I)
- Bizarre (En Vogue 124)
- Nature Scores (MAX 830)
- 102 Masterpieces (CAPRICCIO 5051)
- Emigration of Strings (Preiser/PR 90761)
- The Phoenix (Molenaar MBCD 31.1117.72)
- Sisi – The Movie Trilogy Suite (Vienna Classics Records VCR 65 362)
- Der Mozartautomat (Preiser/PR 915667)
- Zitherträume (Tyrolis CD 353 668)